# Cantel
Cantel is een bestuurslaag in het regentschap Ngawi van de provincie Oost-Java, Indonesië. Cantel telt 2002 inwoners (volkstelling 2010).